# Georg Friedrich Raschke
Georg Friedrich Raschke (* 31. Dezember 1772 in Tschepplau [heute Ortsteil von Sława] bei Glogau, Niederschlesien; † 5. März 1849 in Glogau) war ein deutscher Historien-, Porträt- und Landschaftsmaler.

## Leben und Werk
Nach Lehrjahren in Berlin in der Zeit von 1794 bis 1799 arbeitete Raschke ausschließlich in Glogau, wo er auch einige Ausstellungen hatte. Im Jahr 1825 restaurierte er das im Jahr 1739 vom Maler P. Mentzel in Wien gefertigte Abendmahlsbild, das die ganze Nordwand der Kreuzkapelle in der Jesuitenkirche zu Glogau einnahm. Im Jahr 1837 malte er im Auftrag der Große National-Mutterloge „Zu den drei Weltkugeln“ zu Berlin ein Porträt des preußischen Kavallerie-Generals Leopold Wilhelm von Dobschütz (1763–1836).
Sein Porträt des Bürgers und Tuchbereiters Johann Samuel Linke aus dem Jahr 1816 war Teil einer Ausstellung vom 28. September 2008 bis 30. November 2008 im Muzeum Zagłębia w Będzinie zu Będzin (Polen).

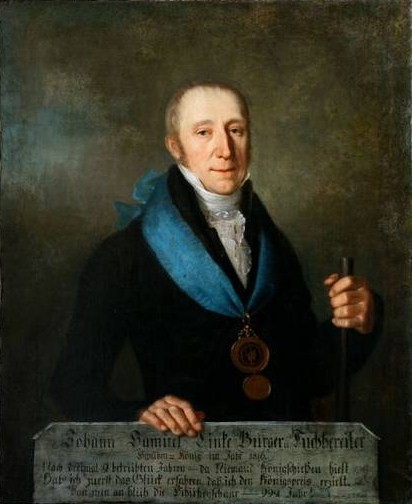
Johann Samuel Linke (1816)
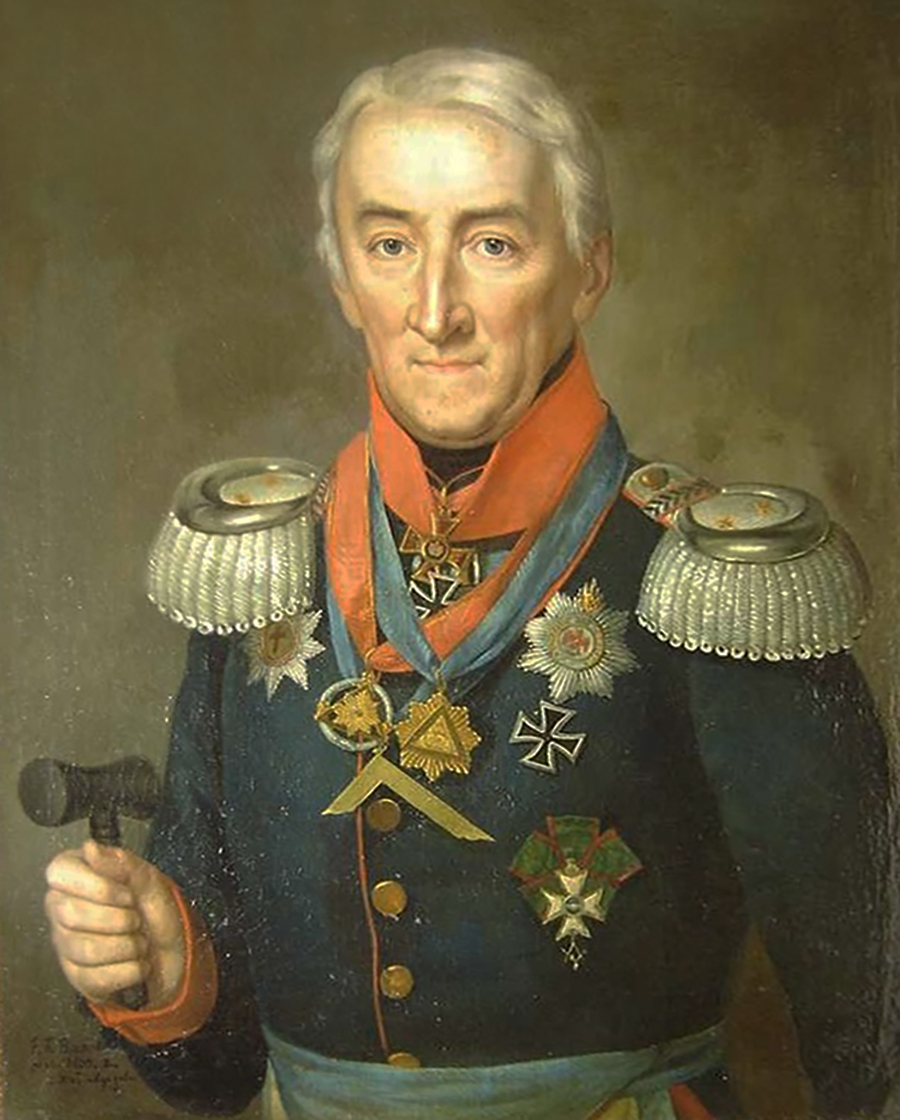
Leopold Wilhelm von Dobschütz (1837)